# Leb i sol
Leb i sol (mak. Леб и сол) makedonska rock/ jazz skupina, ustanovljena leta 1976. Leb i sol so bili poleg ugledne makedonske skupine tudi ena najbolj priljubljenih rock zasedb v nekdanji Jugoslaviji.

## Zgodovina

### Zgodnja leta
Sredi sedemdesetih let dvajsetega stoletja je razmeroma majhna glasbena scena v Skopju povzročila pogosto sodelovanje med bodočimi člani zasedbe Leb i sol. Vlatko Stefanovski (kitara) in Bodan Arsovski (bas kitara) skupaj igrata v petem razredu osnovne šole v okviru VIS Jegulje. Prvo opazno delo obeh je v jazz/rock skupini Breg, ki jo vodi Miki Petkovski (klaviature). Na bobnih je bil Garabet Tavitjan Garo, ki je kmalu odšel na služenje vojaškega roka, Petkovski pa se je pridružil Smaku in Breg je prenehal delovati.
1. januarja 1976 so Vlatko Stefanovski (kitara), Bodan Arsovski (bas kitara), Nikola Dimuševski (klaviature) in Dimitrie Čučurovski (bobni) ustanovili skupino Leb i sol. Ime skupine izvira iz tradicionalnega pozdrava, ki je dobesedno pomenil "Kruh in sol" in je bil pogosto uporabljen kot izraz nagnjenosti in odločnosti, kot je "Jedel bom samo kruh in sol, vendar ne bom odnehal", vendar to nima nič. opraviti z imenom skupine. Svoje prve posnetke snemajo v studiu Radia Skopje; "Etude št. 3", "Devet" in "Pesem za nas". Njihova glasba je vsebovala elemente rocka, jazza in makedonske etno glasbe. Ko je skupina glasbeno dozorela, je vpliv jazza postajal vse šibkejši. Vendar pa na koncertih zasedba izvaja dolgoletne klasične jazz različice tradicionalnega etno-folka, kot sta pesmi "Jovano Jovanke" in "Aber Dojde Donke", ki jih je občinstvo sprejelo z velikim navdušenjem.

### Konec 70. let prejšnjega stoletja (začetek priljubljenosti)
Aprila 1977 so prvič nastopili izven Makedonije, ko so kot predskupina zaigrali na koncertu Draga Mlinarca v Novem Sadu. Istega leta so nastopili na festivalu mladih v Subotici, kjer so osvojili nagrado in podpisali pogodbo z založbo PGP RTB. Konec avgusta so nato kot predskupina Bijelega dugmeta nastopili na koncertu pri Hajdukovem vodnjaku. Konec leta sodelujejo na festivalu 'BOOM' v Novem Sadu, koncertni različici njihovih skladb "Pod vodo" in "V senci" pa sta na kompilaciji BOOM '77, ki je izšla leta 1978 pri založbi Suzy.
Januarja 1978 so izdali prvenec Leb i sol, ki so ga posneli v studiu RTV Novi Sad. Album izdaja založba PGP RTB, producent na gradivu pa je bil Josip Boček. Josip Boček je bil nekdanji kitarist skupine Korni, Stefanovski pa njegov oboževalec, tako da se je sodelovanje nadaljevalo na naslednjih albumih. Material na albumu je močno pod vplivom jazz in rock tematike, od devetih skladb pa jih je kar šest instrumentalnih. Vsi člani zasedbe so avtorji skladb, najzaslužnejši pa je Stefanovski. Leb i sol je bila predvsem koncertna zasedba, katere živa izvedba je bila uporabljena za improvizacije in izražanja instrumentalne virtuoznosti, v kateri se ni prestopila meja dobrega okusa.
Na opatijskem festivalu so spomladi 1978 izvedli skladbo »Aber dojde donke«, s katero so prejeli nagrado za »najboljši umetniški vtis in najuspešnejšo uporabo folklornega izraza«. Kmalu zatem so prišli v sam vrh rock skupin iz bivše Jugoslavije in dobili veliko boljše studijske pogoje za pripravo materiala za novi album.
Drugi album z naslovom Leb i sol 2 je izšel leta 1978 pri založbi PGP-RTB. Po uspehu debitantskega albuma so poleg že uspešne skladbe Aber dojde donke še instrumentali Marija, Akupunktura, Uzvodno od tuge, za vokalno izvedbo pa pesem Talasna dužina, je besedilo napisal Vlatkov brat, Goran Stefanovski, ki bo z njimi sodeloval tudi v prihodnje.
Leb i sol je postala zelo popularna skupina v poznih sedemdesetih in zgodnjih osemdesetih, za največ zaslug za to pa veljata njihova prva dva albuma, ki sta vsebovala material, dostopen širšemu občinstvu. Čeprav so se vsi člani zasedbe izkazali kot odlični glasbeniki, Vlatko Stefanovski pride najmočneje do izraza kot izjemen virtuoz na kitari. Leta 1978 jih je revija Juboks po glasovanju bralcev razglasila za skladbo leta.
Tretji album z naslovom Ručni rad je izšel leta 1979 pri založbi PGP-RTB. Material je posnet v studiu V Radia Beograd, na dveh skladbah pa gostuje saksofonist Mića Marković. Slog albuma je bil nekoliko pod vplivom jazza, pod avtorstvo pa se tudi tokrat podpisujejo vsi štirje. Med uspešnicami so skladbe Kumova slama, Ručni rad in Verni pas. Po izidu albuma je skupino zapustil Nikola Dimuševski v stalno službo v Zabavnem orkestru RTV Skopje, na njegovo mesto pa je prišel Miki Petkovski, ki pa jih je leta 1980 zelo hitro zapustil in odšel v Kanado. Ker so ostali brez klaviaturista, so se odločili nadaljevati delo kot trio in začeli pripravljati material za naslednjo ploščo.